# جامعة السلطان مولاي سليمان
جامعة السلطان مولاي سليمان هي مؤسسة للتعليم العالي أنشئت عام 2007 ببني ملال، ثم توسعت شبكتها بعد ذلك في مدن خريبكة وخنيفرة والفقيه بن صالح.

## العرض الجامعي
الكليات والمدارس العليا
تضم جامعة السلطان مولاي سليمان 13 مؤسسة للتعليم العالي، وهي مدرجة فيما يلي مع سنوات تأسيسها:
بمدينة بني ملال
- كلية الآداب والعلوم الإنسانية (1987)
- كلية العلوم والتقنيات (1994)
- الكلية المتعددة التخصصات ببني ملال (2003)
- المدرسة العليا للتكنولوجيا (2012)
- المدرسة الوطنية للتجارة والتسيير (2012)
- المدرسة الوطنية للعلوم التطبيقية (2019)
- كلية الاقتصاد والتدبير (2020)
- المدرسة العليا للتربية والتكوين
- كلية الطب والصيدلة (2023)

بمدن أخرى
- الكلية المتعددة التخصصات بخريبكة
- المدرسة الوطنية للعلوم التطبيقية بخريبكة
- المدرسة العليا للتكنولوجيا بالفقيه بن صالح
- المدرسة العليا للتكنولوجيا بخنيفرة
- بالإضافة لخلية جامعية بأزيلال

الأحياء الجامعية ببني ملال
- الحي الجامعي ولاد حمدان، للإناث (افتتح عام 1989)
- الحي الجامعي مغيلا، للذكور (تم افتتاحه عام 2005)
- الحي الجامعي الرئيسي، يضم قسما للإناث وآخر للذكور